# زناتة (طرابلس)
زناتة هي منطقة أو حي من أحياء مدينة طرابلس وهي حاليا تتبع بلدية سوق الجمعة يحدها من الجنوب منطقة الفرناج ومن الشمال منطقة سوق جامع الصقع والهاني ومن الغرب منطقة راس حسن ومن الشرق منطقة الحشان. ويوجد بالمنطقة حوالي 36 ألف نسمة.
تقع وسط مدينة طرابلس جنوب منطقة سوق الجمعة تمتد ما بين جزيرة الفرناج إلى جامع الصقع ومن أهم المنشآت الموجودة بها مديرية أمن طرابلس، مصنع الأعلاف طرابلس، مقر الرئيسي تراخيص طرابلس، ويحد فيها من الغرب جامعة طرابلس (الفاتح سابقا) ووزارة الزراعة، ويوجد بها مصرف الصحاري زناتة.

## أهم معالم المنطقة
قوز زناتة وهو عبارة تل رملية تكسوها أشجار حرشية يقع في منتصف الحي وقامت عليه معركة أيام الجهاد الليبي ضد المحتل الإيطالي وهو ذو موقع إستراتيجي لإطلالته المميزة وحاليا توجد به محطة ضخ للمياه ويوجد بالمنطقة أكتر من 11 مسجد جامع ومن أشهرها جامع المراءة والذي يعد ذو قيمة تاريخية للمنطقة حيت ترجع بعض الروايات تاريخ بنائه إلى بداية الفتح الإسلامي لشمال أفريقيا وتوجد أكتر من قصة متداولة على تسمية الجامع إلا أن هدمه وإعادة بنائه والتوسعات الحاصلة له محت القيمة التاريخية له ويوجد بالمنطقة مركز يسمى دار الحديث ويتم في هذا المركز تحفيظ القرآن الكريم ودروس دينية وتوعويه كما يوجد بها أكتر من 7 مدارس تعليمية في مختلف المراحل وتوجد بها جامعة أفريقيا. ويوجد بها نادي رياضي مسمى باسمها (نادي زناتة الرياضي الثقافي الاجتماعي).
وتتميز المنطقة بوجود متنزة طرابلس التي يعد أكبر حديقة عامة بمدينة طرابلس ووجود البيوت الزجاجية التابعة للأمانه العامة للزراعة وتعتبر منطقة زناتة من المناطق الزراعية حتى عشرينيات القرن العشرين لكن التطور الحاصل على مدينة طرابلس ادخل المنطقة ضمن حدود المدينة.
وتقع جامعة الفاتح ومركز طرابلس الطبي على أطراف المنطقة ويمر الطريق الدائري الثاني من وسط منطقة زناتة. وتوجد بها عدد كبير من المحلات التجارية والعيادات والمصحات والمستوصفات والمخابز والأسواق العامة والمقاهي والصيدليات وتعتبر الخدمات جيدة نوعا ما بالمنطقة.